# Соймонов, Пётр Александрович
Пётр Александрович Соймонов (9 [20] января 1737, по другим данным 9 [20] января 1740 и 9 [20] января 1747 — 2 [13] января 1800) — русский государственный деятель;  действительный тайный советник, сенатор, статс-секретарь императрицы Екатерины II, почётный член Петербургской академии наук (1795). Президент Коммерц-коллегии (1796—1799).

## Биография
Из дворянского рода Соймоновых. Сын полковника Александра Ивановича Соймонова от брака с Прасковьей Алексеевной Бибиковой. Двоюродный брат президента Берг-коллегии Михаила Соймонова и племянник Фёдора Соймонова.
Обучался в дворянской гимназии при Московском университете, был однокашником Н. И. Новикова. Служил в Измайловском лейб-гвардии полку. С 1767 года становится столоначальником в Уложенной комиссии.
С 1775 годы служил секретарём  — С. Г. Зорича и членом Попечительского совета Смольного монастыря. В 1781 году произведён в бригадиры, в  1783 году произведён в генерал-майоры. 
С 1784 по 1779 годы руководил Экспедицией Кабинета Её Императорского Величества по Колывано-Воскресенским заводам и Горному училищу.
С 1783 года член Академии Российской, с 1795 года почётный член Петербургской академии наук. С 1789 по 1791 годы П. А. Соймонов — директор Императорских театров, покровительствовал молодому И. А. Крылову.
В 1791 году произведён в генерал-поручики и назначен  правителем канцелярии Императорского совета, статс-секретарём императрицы Екатерины II и сенатором. С 1796 года П. А. Соймонов — президент Коммерц-коллегии, с 1798 года произведён в действительные тайные советники. Владел участком земли в Санкт-Петербурге в районе Миллионной улицы. В 1797 и в 1798 годах П. А. Соймонов  совместно с графом А. А. Безбородко, князем А. Б. Куракиным, В. П. Кочубеем и Ф. В. Ростопчиным подписал от российской стороны соглашения с Великобританией и Португалией о торговле и мореплавании.
Во время правления императора Павла I попал в опалу и был сослан им в Москву, где и умер от удара в 1800 году, похоронен в Даниловом монастыре.

## Семья

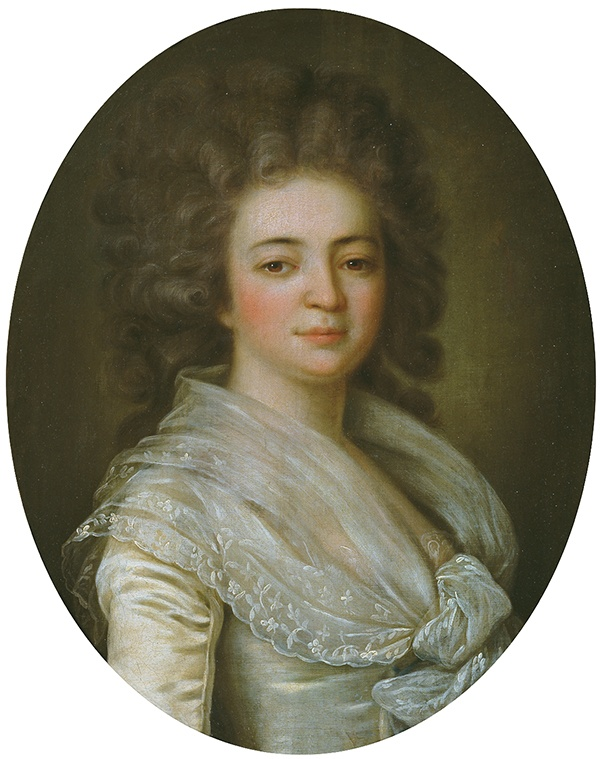
Екатерина Ивановна Болтина

Жена — Екатерина Ивановна Болтина (23.11.1756—23.05.1790), — единственная дочь члена Военной коллегии и Академии наук И. Н. Болтина. Она скончалась при родах младшей дочери, после чего её мать, Ирина Осиевна Болтина, пыталась взять внучек к себе на воспитание. Дело о ссоре Соймонова с тёщей дошло до Екатерины II, но императрица не пожелала вмешиваться в семейные дела своего секретаря, и дети остались с отцом. Похоронена на Лазаревском кладбище в Петербурге.
Дети:
- Софья (1782—1857), писательница, католичка, хозяйка литературного салона в Париже, замужем за генералом от инфантерии Н. С. Свечиным.
- Екатерина (1790—1873), замужем за князем Г. Г. Гагариным.

## Труды
- Соймонов Пётр Александрович // Топографическое описание Калужскаго наместничества. — СПб.: При Петербургской академии наук, 1785. — С. 69.

## Награды
Награждён всеми орденами Российской империи вплоть до ордена Святого Александра Невского.